# メモリーズ (CASCADEの曲)
『メモリーズ』は、CASCADEの8枚目のシングル。1999年1月27日にビクターエンタテインメントより発売された。

## 解説
- 前作から2か月ぶりに発売された。
- 初回限定盤のみにステッカーが封入されている。

## 収録曲
1. メモリーズ
作詞:TAMA、作曲:MASASHI、編曲:CASCADE・藤井丈司
2. メテオラ
作詞・作曲:MASASHI、編曲:島田昌典・MASASHI
3. メモリーズ (Non Vocal Edit)